# Faux ordres de virement international
Les faux ordres de virement international (FOVI) ou arnaques au président sont des cyberattaques d'ingénierie sociale dont le but est de pousser un salarié proche d’un directeur à effectuer un virement bancaire par usurpation d'identité de ce dernier. Plus présente dans les grandes entreprises dans les années 2010, cette arnaque s'est généralisée par la diffusion massive de courrier électronique. Aujourd’hui, elle concerne également les entreprises de taille intermédiaire (ETI) et les petites et moyennes entreprises (PME). En 2015, 55 % des entreprises françaises ont été victimes d'une tentative de fraude de ce type.